# 754

De "iconoclasten" (19e eeuw)

Het jaar 754 is het 54e jaar in de 8e eeuw volgens de christelijke jaartelling.

## Gebeurtenissen

### Europa
- 6 januari – Koning Pepijn III wordt opnieuw ingewijd en gezalfd door paus Stephanus II in de basiliek van Saint-Denis (nabij Parijs). Hij verleent hem de titel van patricius Romanorum. Pepijn belooft de paus plechtig dat hij de Heilige Stoel zal beschermen, met name tegen koning Aistulf van de Longobarden.
- juli – Stephanus II zalft de zonen van Pepijn III, Karel (later "de Grote") en Karloman in de basiliek van Saint-Denis. Ze krijgen de titel "beschermheren van Rome". De Frankische edelen beloven hun medewerking voor een veldtocht tegen de Longobarden in Lombardije (Noord-Italië).
- Reconquista: Koning Alfons I van Asturië verovert de stad León op de Moren, en lijft deze in bij het koninkrijk Asturië (Noord-Spanje).

### Arabische Rijk
- 10 juni – Kalief Abu-Abbas al-Saffah overlijdt aan de pokken, na een regeerperiode van 4 jaar. Hij wordt opgevolgd door zijn broer Al-Mansoer als heerser van het kalifaat van de Abbasiden.

### Religie
- Tweede Concilie van Nicea: keizer Constantijn V roept in Constantinopel een concilie bijeen; hierbij zijn 340 bisschoppen aanwezig. Constantijn breidt het iconenverbod uit en laat monniken in kloosters vervolgen.
- 5 juni – Bonifatius, Angelsaksische missionaris, trekt naar Friesland om de Friezen te bekeren tot het christendom. Hij wordt tijdens een grote bijeenkomst bij Dokkum samen met 52 metgezellen gedood.
- Chrodegang wordt na de dood van Bonifatius tot aartsbisschop en metropoliet benoemd. Hij hervormt het kloosterwezen.
- Stephanus II eist op basis van een vervalsing (= de Gift van Constantijn) de verloren pauselijke gebiedsdelen van het exarchaat Ravenna terug (deze behoren in werkelijkheid tot het Byzantijnse Rijk).

## Overleden
- 10 juni – Abu-Abbas al-Saffah (33), stichter van de Abbasiden-dynastie
- 5 juni – Bonifatius, Angelsaksisch missionaris en bisschop
- Childerik III, koning van de Franken (waarschijnlijke datum)
- 5 juni – Eoban, Angelsaksisch hulpbisschop
- Hiltrude, hertogin en regentes van Beieren